# Маямі (округ, Індіана)
Шаблон:StateAbbr_ 40°46′ пн. ш. 86°03′ зх. д. / 40.77° пн. ш. 86.05° зх. д.
Округ Маямі (англ. Miami County) — округ (графство) у штаті Індіана, США. Ідентифікатор округу 18103.

## Історія
Округ утворений 1832 року.

## Демографія
За даними перепису
2000 року
загальне населення округу становило 36082 осіб, зокрема міського населення було 18546, а сільського — 17536.
Серед мешканців округу чоловіків було 18312, а жінок — 17770. В окрузі було 13716 домогосподарств, 9803 родин, які мешкали в 15299 будинках.
Середній розмір родини становив 3.
Віковий розподіл населення поданий у таблиці:
| Стать    | До 15 років | 15-21 | 22-29 | 30-39 | 40-49 | 50-65 | 65-85 | Понад 85 |
| -------- | ----------- | ----- | ----- | ----- | ----- | ----- | ----- | -------- |
| Чоловіки | 3945        | 1744  | 1940  | 2893  | 2987  | 2860  | 1805  | 138      |
| Жінки    | 3764        | 1553  | 1702  | 2539  | 2667  | 2846  | 2318  | 381      |

Згідно з переписом населення США 2010 року в окрузі проживало 36 903 особи, знаходилось 13 456 домогосподарств і 9 330 сімей.  Щільність населення становила 98,7 жителів на квадратну милю (38,1/км2). Було 15 479 житлових одиниць із середньою щільністю 41,4 на квадратну милю (16,0/км2).  Расовий склад округу становив 91,8% білих, 4,5% чорних або афроамериканців, 0,9% американських індіанців, 0,3% азійців, 0,6% представників інших рас і 1,8% представників двох або більше рас. Латиноамериканці становили 2,5% населення. З точки зору походження, 27,2% були німцями, 17,3% були американцями, 12,0% були ірландцями та 8,4% — англійцями.

## Суміжні округи
- Фултон — північ
- Вобаш — схід
- Грант — південний схід
- Говард — південь
- Кесс — захід

## Виноски
1. ↑  U.S. Decennial Census. United States Census Bureau. Архів оригіналу за 19 липня 2018. Процитовано 10 липня 2014.
2. ↑  Historical Census Browser. University of Virginia Library. Архів оригіналу за 11 серпня 2012. Процитовано 10 липня 2014.
3. ↑  Population of Counties by Decennial Census: 1900 to 1990. United States Census Bureau. Архів оригіналу за 4 жовтня 2014. Процитовано 10 липня 2014.
4. ↑  Census 2000 PHC-T-4. Ranking Tables for Counties: 1990 and 2000 (PDF). United States Census Bureau. Архів оригіналу (PDF) за 18 грудня 2014. Процитовано 10 липня 2014.
5. ↑  Miami County QuickFacts. Бюро перепису населення США. Архів оригіналу за 7 червня 2011. Процитовано 25 вересня 2011.(англ.) Наведено за англійською вікіпедією.
6. ↑  American FactFinder. Бюро перепису населення США. Архів оригіналу за 26 лютого 2012. Процитовано 31 січня 2008.
7. 1 2  DP-1 Profile of General Population and Housing Characteristics: 2010 Demographic Profile Data. United States Census Bureau. Архів оригіналу за 13 лютого 2020. Процитовано 10 липня 2015.
8. ↑  Population, Housing Units, Area, and Density: 2010 - County. United States Census Bureau. Архів оригіналу за 12 лютого 2020. Процитовано 10 липня 2015.
9. ↑  DP02 SELECTED SOCIAL CHARACTERISTICS IN THE UNITED STATES – 2006-2010 American Community Survey 5-Year Estimates. United States Census Bureau. Архів оригіналу за 14 лютого 2020. Процитовано 10 липня 2015.

| США | Це незавершена стаття з географії США. Ви можете допомогти проєкту, виправивши або дописавши її. |